# Ulica Józefińska w Krakowie
Ulica Józefińska – ulica w Krakowie, w dzielnicy XIII Podgórze, w Podgórzu.
Ulica jest jedną z najstarszych w pierwotnym układzie urbanistycznym miasta Podgórza. Wytyczono ją po nadaniu Podgórzu praw miejskich w 1784, w miejscu dawnego traktu wiodącego w kierunku Wieliczki i dalej na Ruś. Nazywana była alte Post Strasse. Obecną nazwę otrzymała na cześć cesarza rzymskiego i arcyksięcia Austrii Józefa II Habsburga.
W latach 1941–1943 znajdowała się na obszarze krakowskiego getta.
Powojenna przebudowa i przedłużenie ulicy Na Zjeździe spowodowało podzielenie ulicy Józefińskiej na dwie części.
Na skwerze u zbiegu ulic Józefińskiej, Nadwiślańskiej i Piwnej, noszącym do roku 1918 nazwę placu Cesarza Józefa II, postawiono w 2018 pomnik dawnemu prezydentowi Krakowa Juliuszowi Leo. Za czasów jego prezydentury połączono miasto Podgórze z Krakowem.

## Zabudowa
Zabudowa ulicy to głównie czynszowe kamienice oraz kilka obiektów użyteczności publicznej w większości z końca XIX wieku.
- ul. Józefińska 2 – klasycystyczny dworek (zajazd) z końca XVIII wieku.
- ul. Józefińska 2a – kamienica, proj. Jakub Spira, 1936. Siedziba Żydowskiego Urzędu Samopomocy w latach 1943–1944.
- ul. Józefińska 4 – Zajazd „Pod Lwem”.
- ul. Józefińska 10–12 – późnoklasycystyczny dom z początków XIX wieku, szkoła. W czasie II wojny światowej Arbeitsamt w krakowskim getcie. Obecnie szkoła muzyczna.
- ul. Józefińska 14 (ul. Węgierska 18) – kamienica z 1903. Podczas wojny, w latach 1941–1945 w budynku znajdował się Szpital Żydowski. Likwidując getto w marcu 1943 Niemcy wymordowali wszystkie osoby, które się w nim znajdowały. Obecnie ma w niej siedzibę MOPS.
- ul. Józefińska 16 (ul. Węgierska 15) – znajdowały się tutaj zabytkowe, najstarsze podgórskie domy z końca XVIII wieku. W 2023 zostały wyburzone a na ich miejscu urządzono parking.
- ul. Józefińska 18 – secesyjny budynek dawnej Kasy Oszczędności Miasta Podgórza, projektował Antoni Dostal, 1909. Nad wejściem znajduje się płaskorzeźba "Oszczędność", a w zwieńczeniu herb Podgórza. Podczas II wojny światowej siedziba Żydowskiej Samopomocy Społecznej. W 1942 miejsce selekcji mieszkańców getta przeprowadzonej przez gestapo[2]. Obecnie bank.
- ul. Józefińska 23 – secesyjna kamienica, projektował być może Nachman Kopald, ok. 1910.
- ul. Józefińska 31 – kamienica, 1875.
- ul. Józefińska 33 – kamienica, projektował Stanisław Serkowski, 1888.
- ul. Józefińska 39 – tutaj w getcie znajdował się Dom Sierot przeniesiony z ul. Dietla 64. Podczas likwidacji getta i sierocińca Niemcy wymordowali większość dzieci, zamordowano także ich opiekunów, którzy pozostali z podopiecznymi m.in. Dawida Altera Kurzmanna. Obecnie budynek nie istnieje a na jego miejscu znajduje się niewielki pomnik upamiętniający podopiecznych sierocińca.

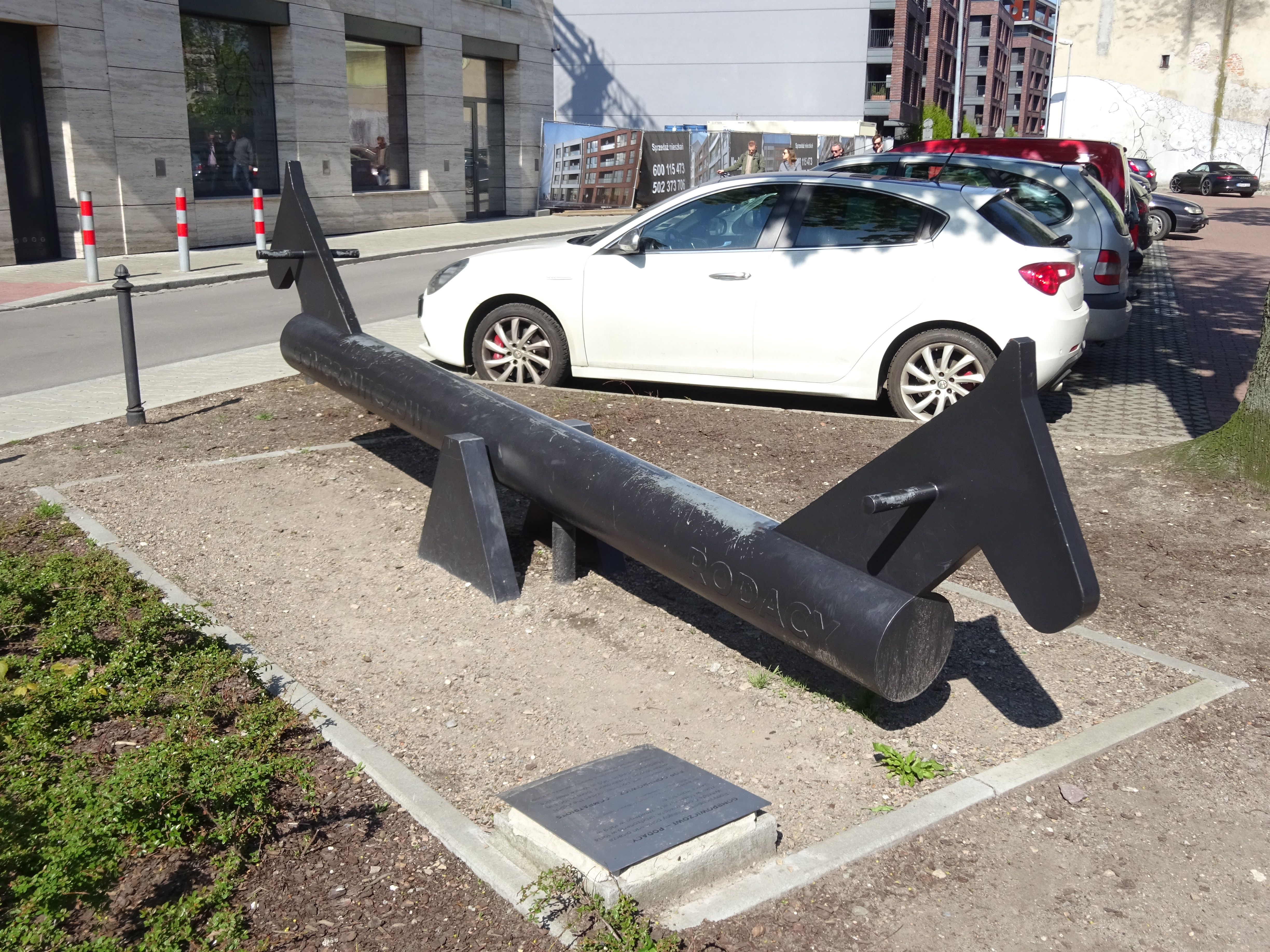
Huśtawka-pomnik upamiętniająca Witolda Gombrowicza (Gombrowiczowi Rodacy) przy ul. Józefińskiej, na wysokości skrzyżowania z ul. Piwną.
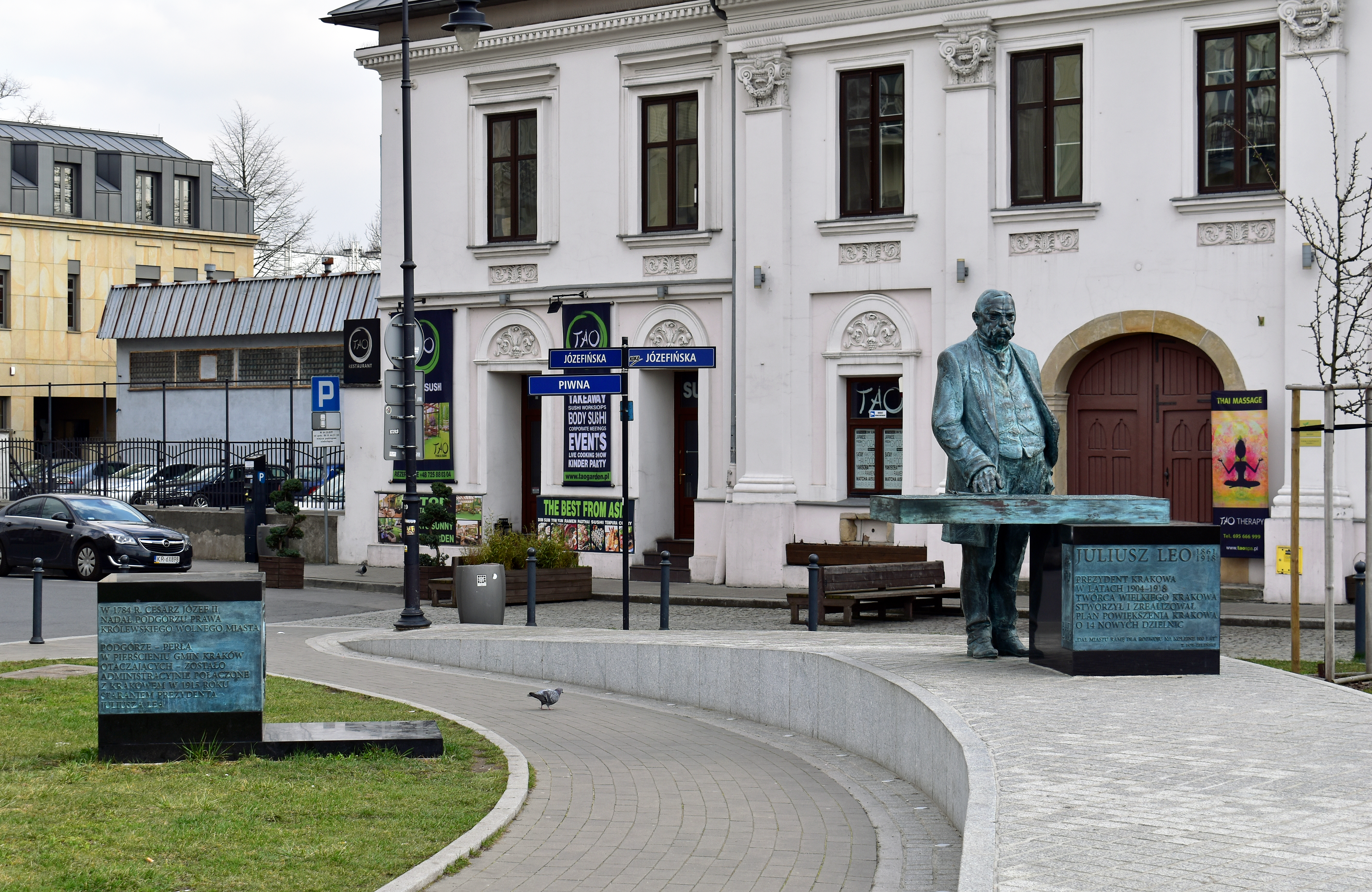
Pomnik Juliusza Lea.
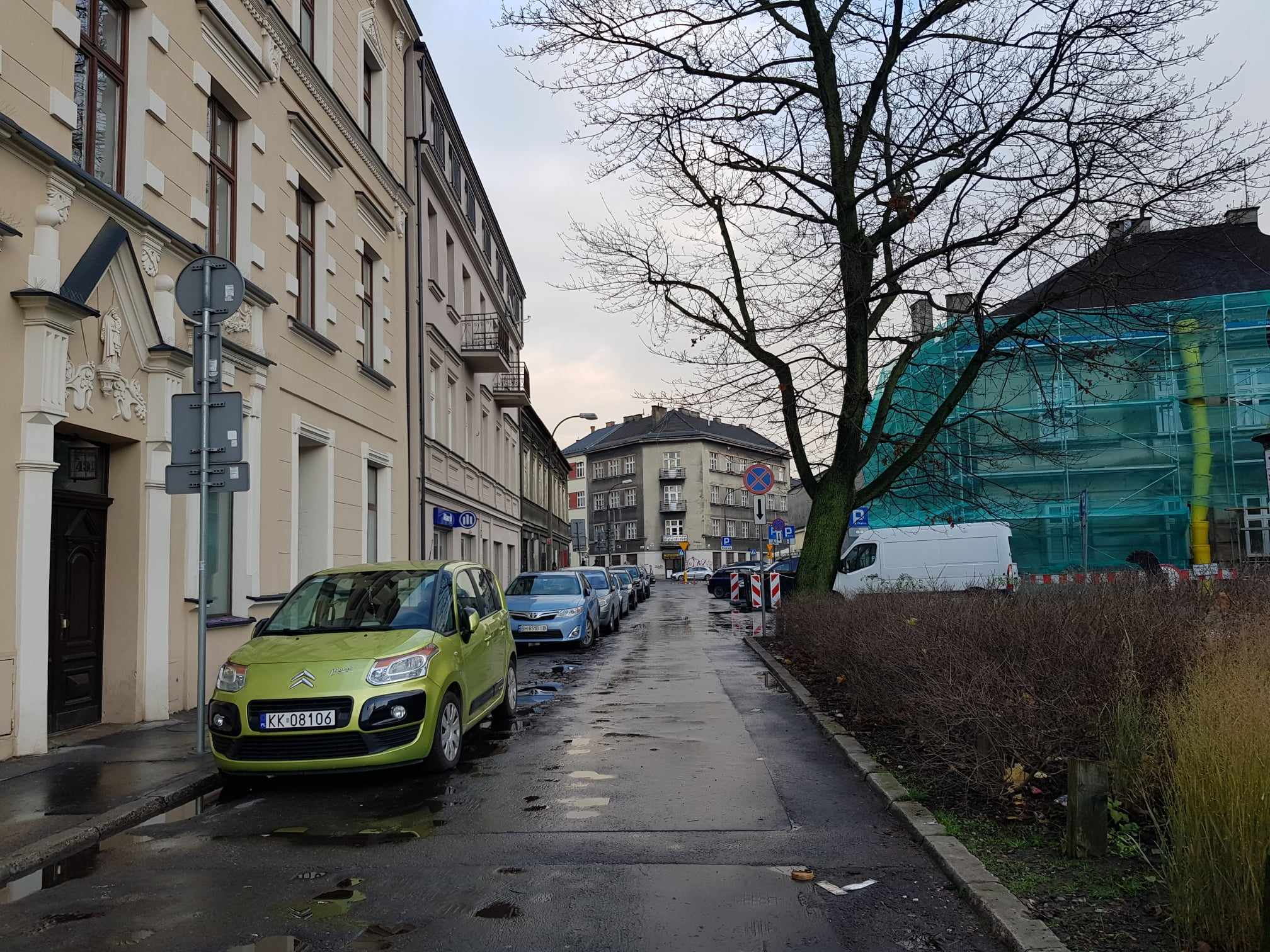
Widok na południowy wschód, od ulicy Na Zjeździe

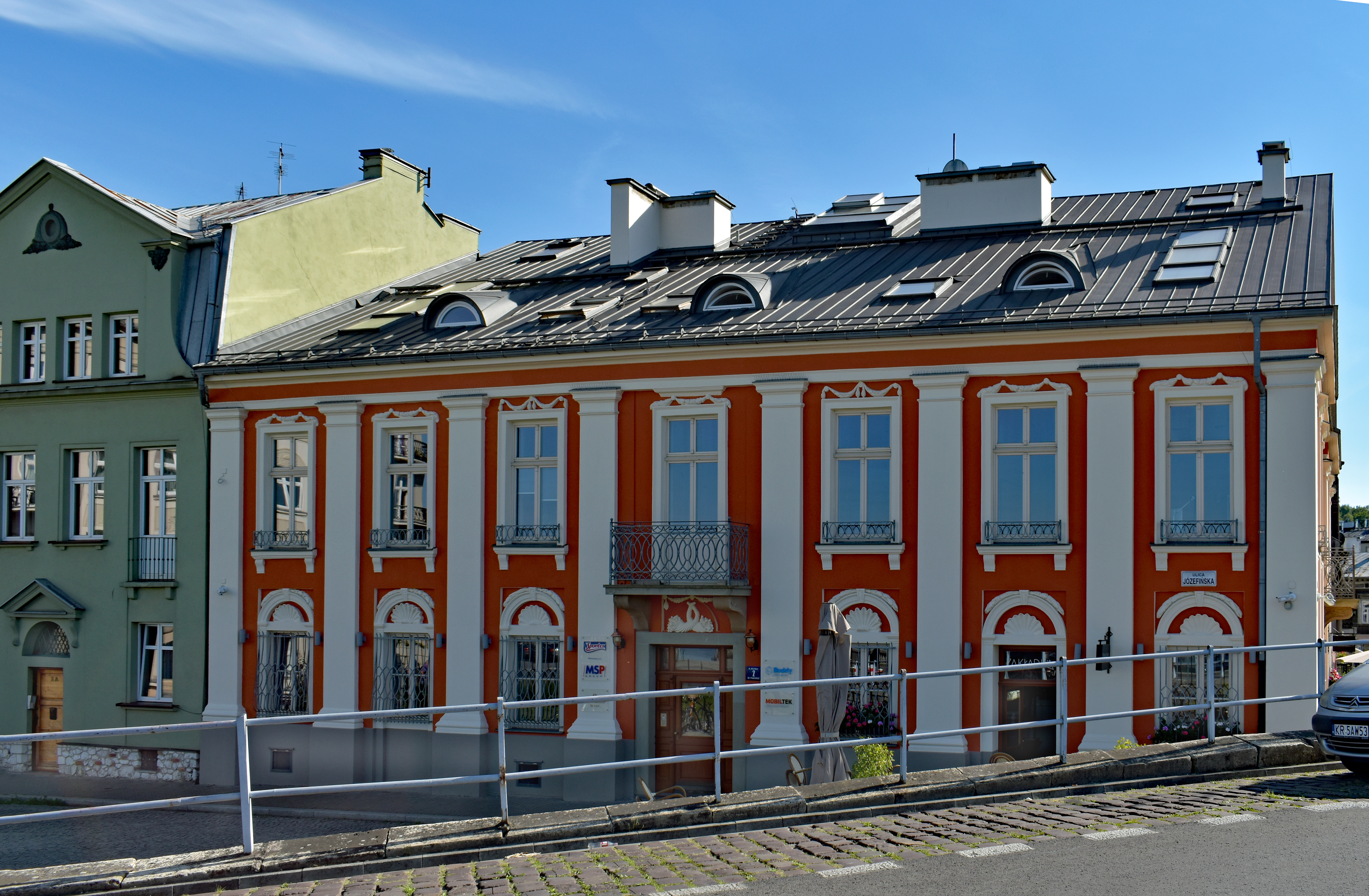
ul. Józefińska 2 (ul. Brodowicza 12) Dworek (zajazd)
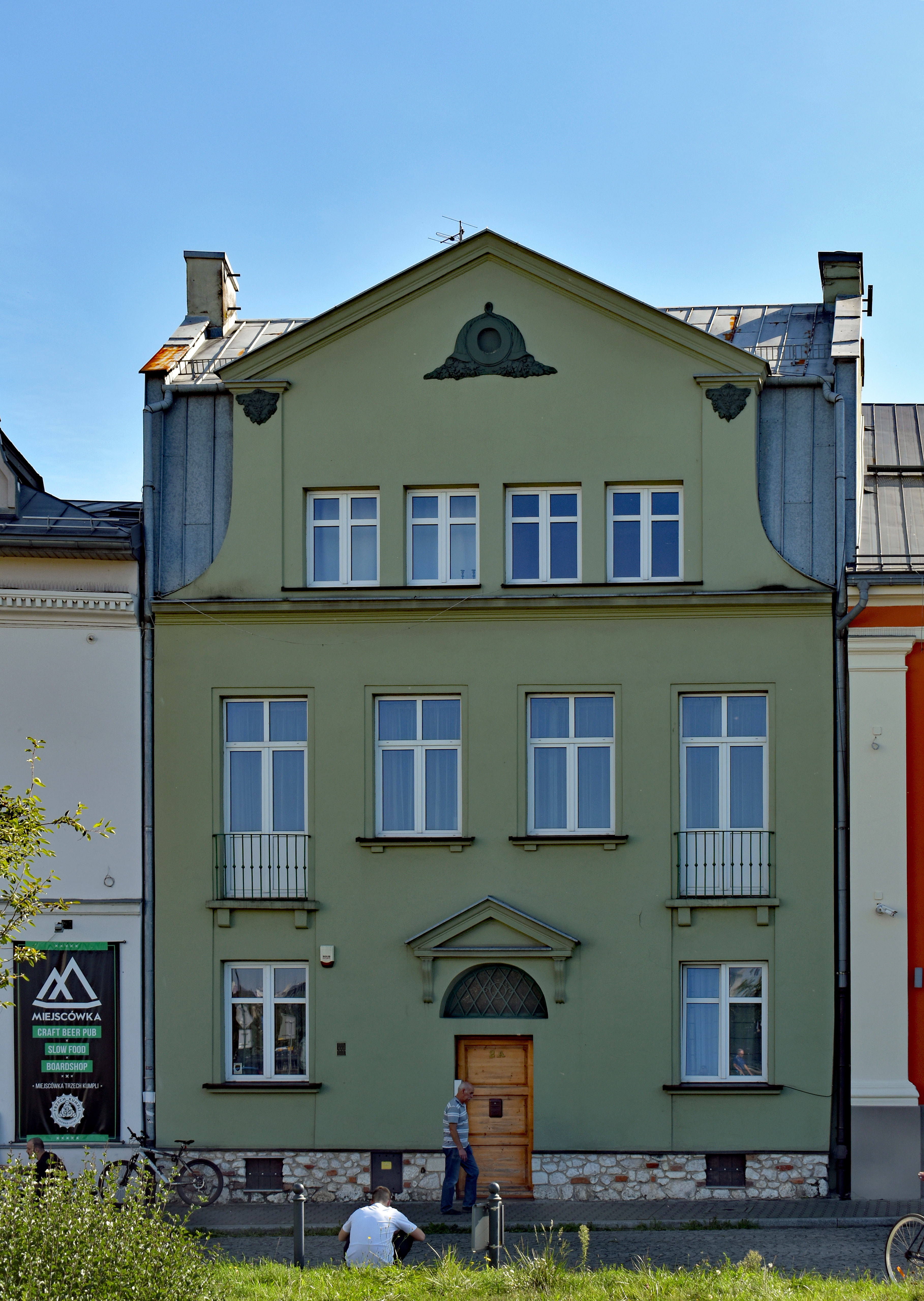
ul. Józefińska 2a Kamienica
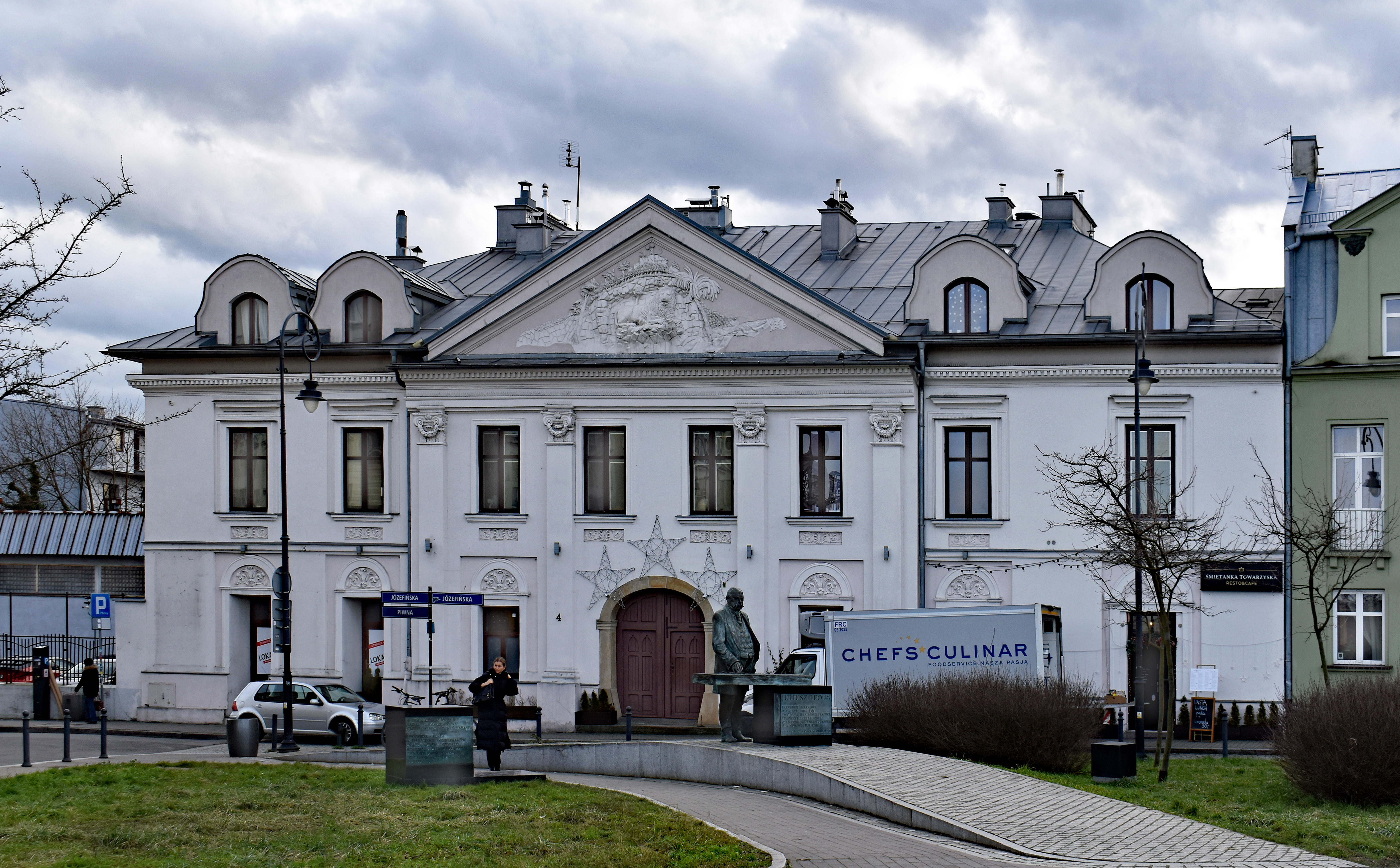
ul. Józefińska 4 Kamienica Pod Lwem
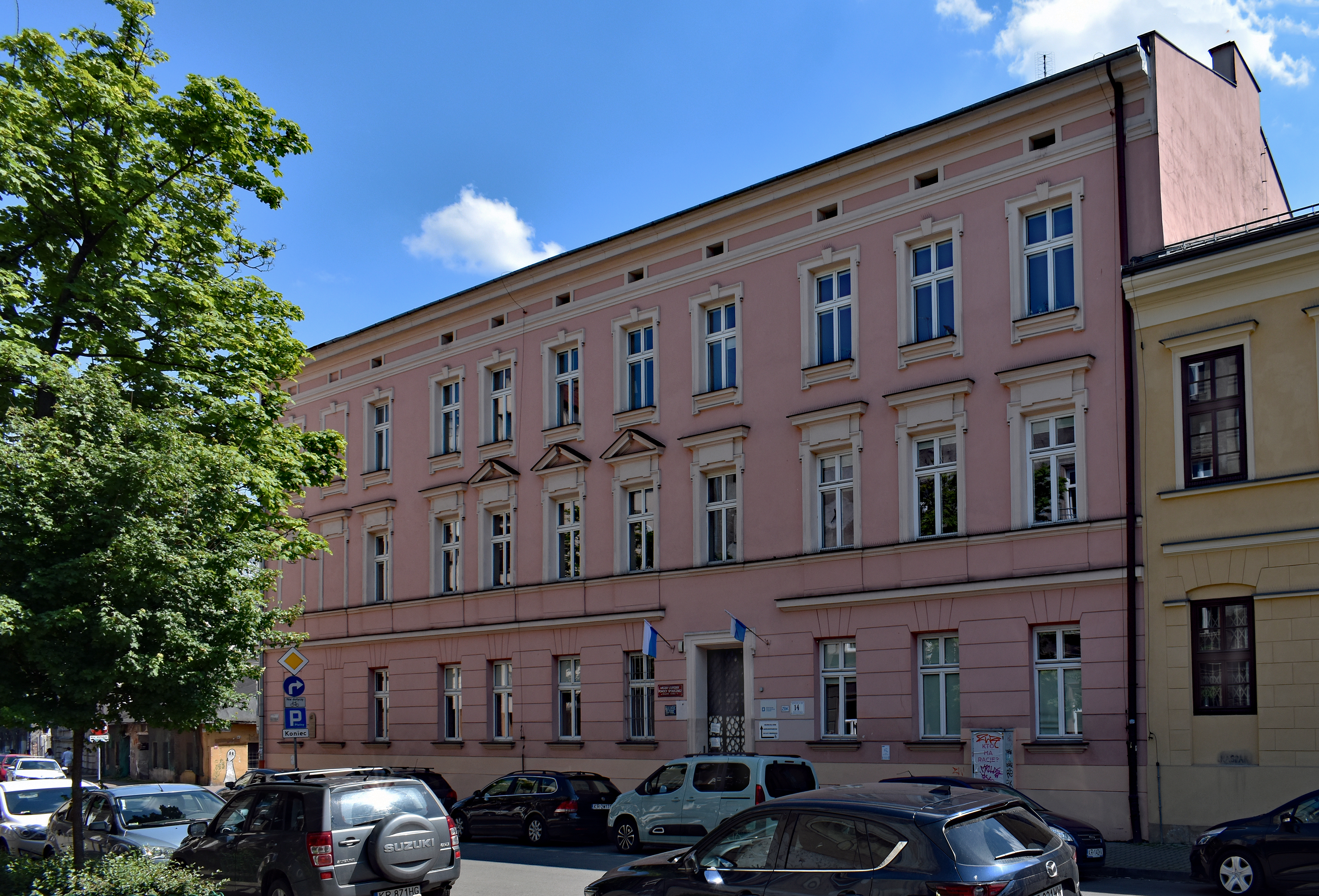
ul. Józefińska 14 Kamienica, obecnie MOPS
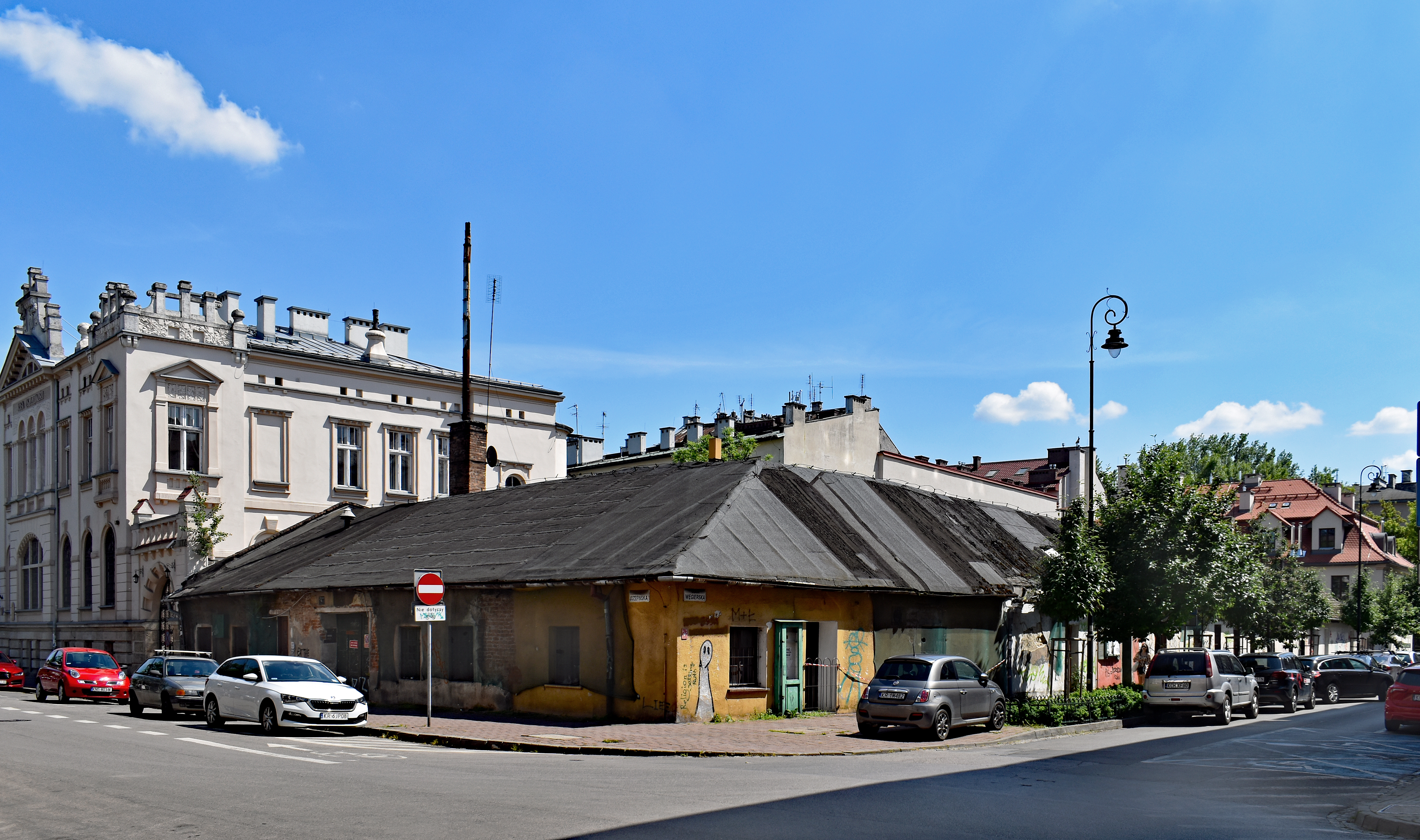
ul. Józefińska 16 Najstarsze domy Podgórza, wyburzone
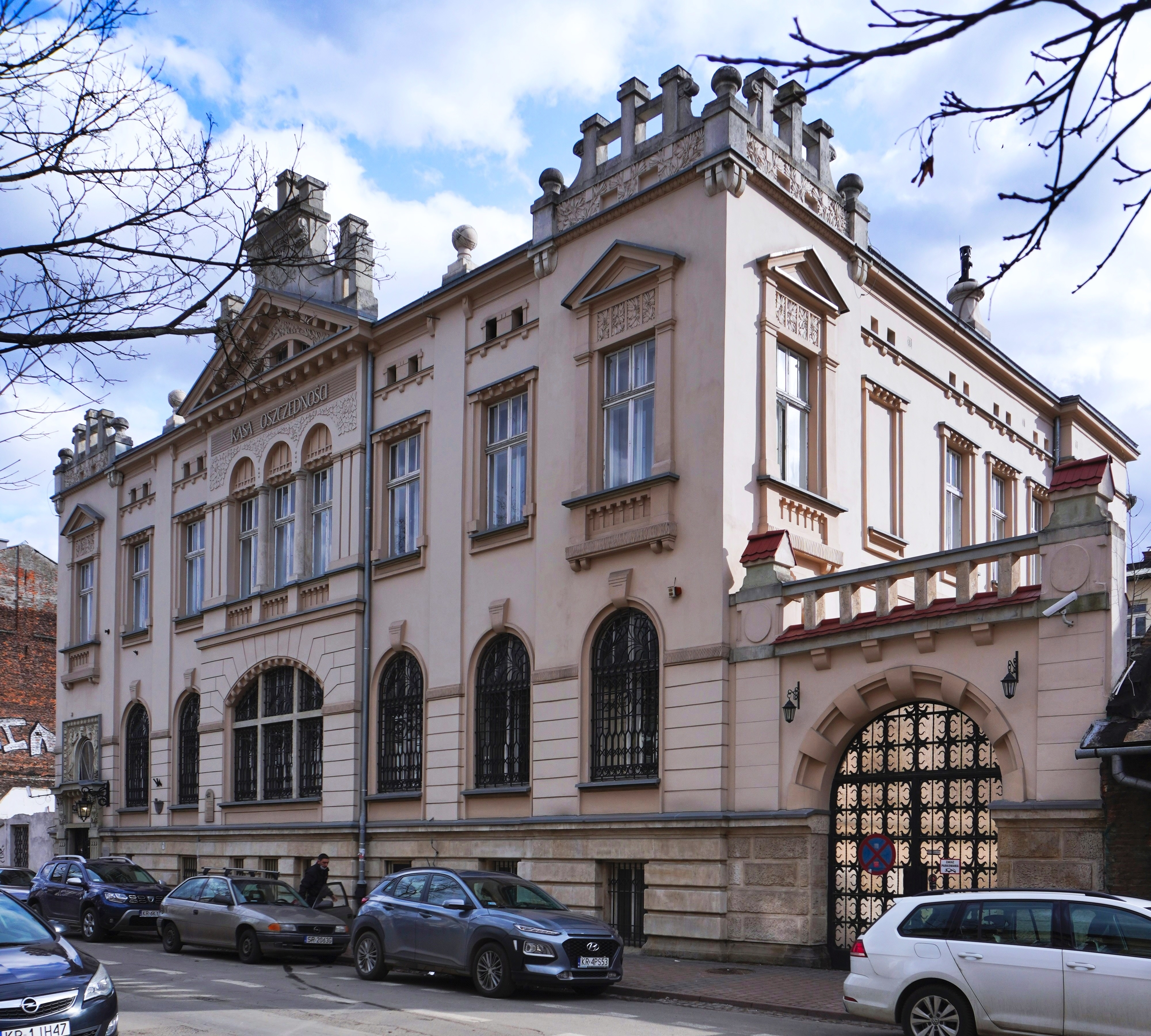
ul. Józefińska 18 Budynek dawnej Kasy Oszczędności Miasta Podgórza
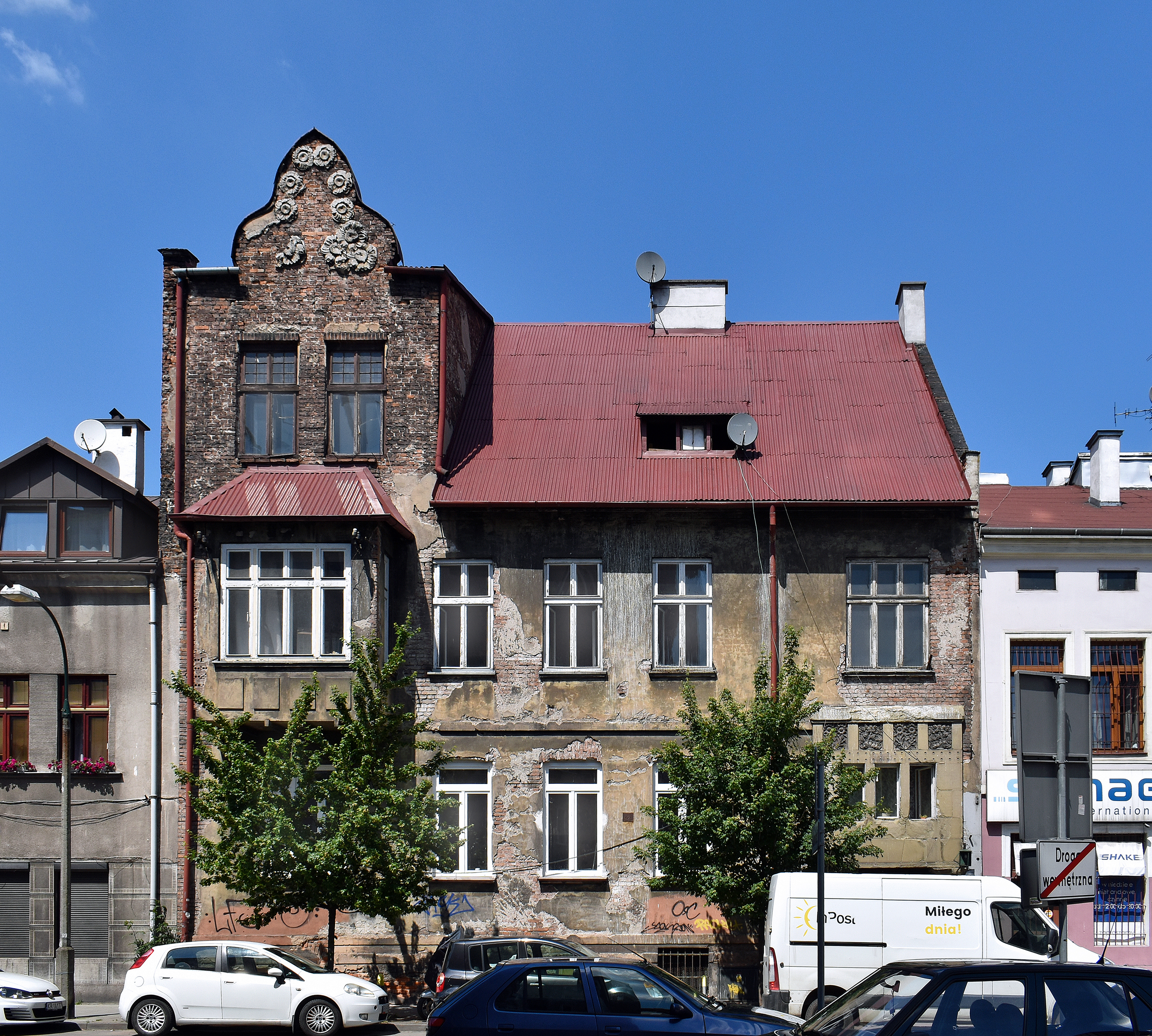
ul. Józefińska 23 Secesyjna kamienica
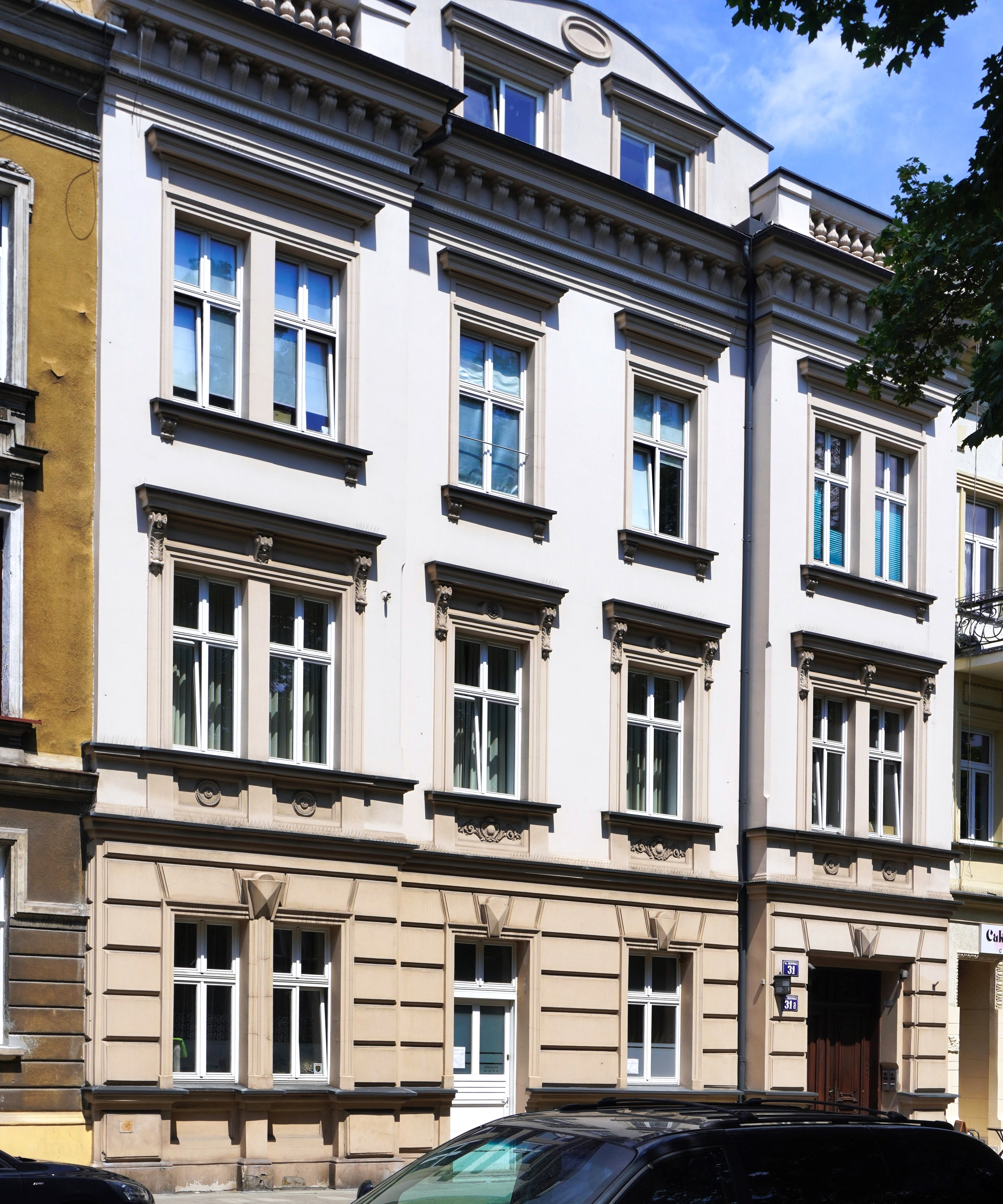
ul. Józefińska 31 Zabytkowa kamienica (1875)
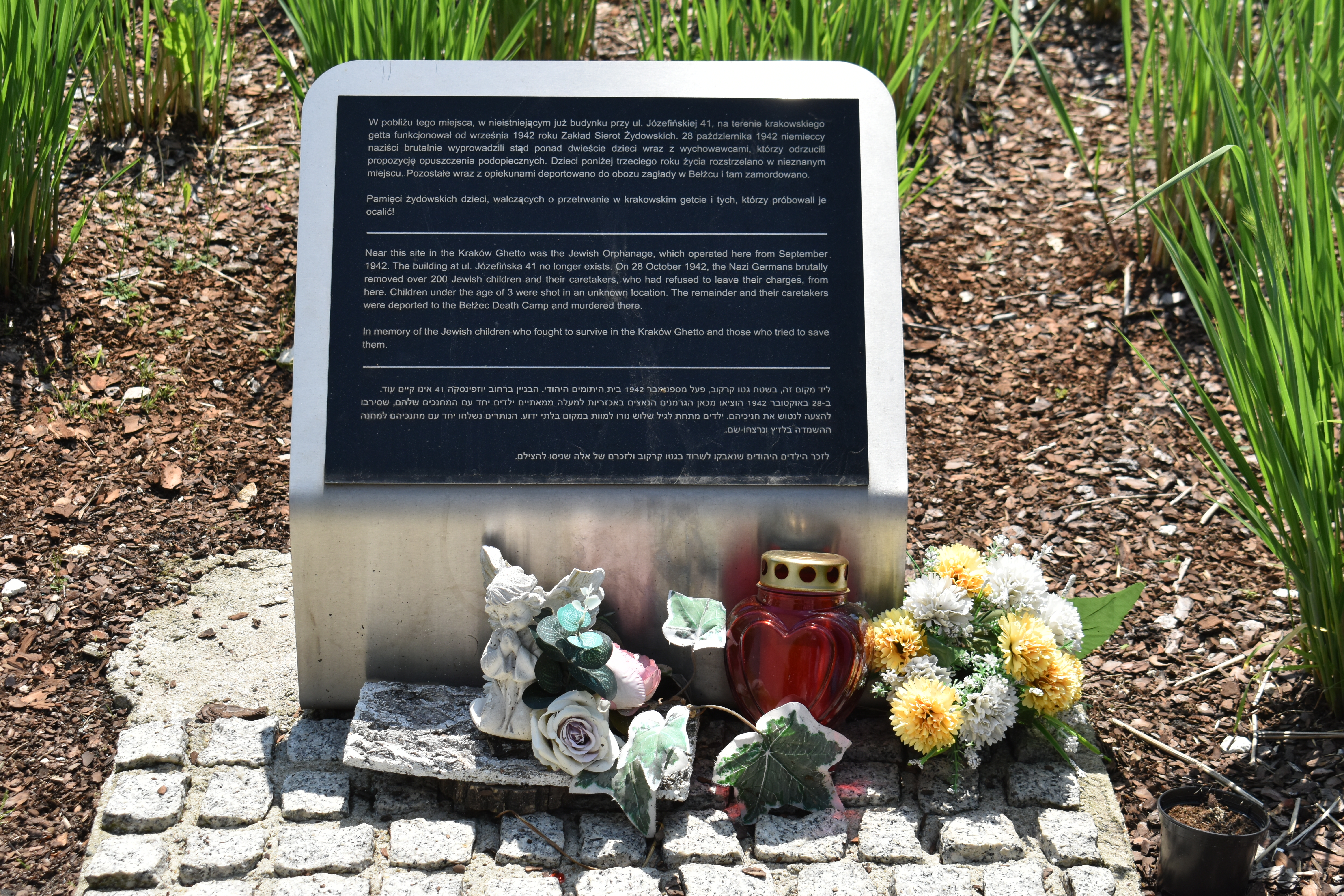
ul. Józefińska 39 Pomnik na miejscu żydowskiego sierocińca
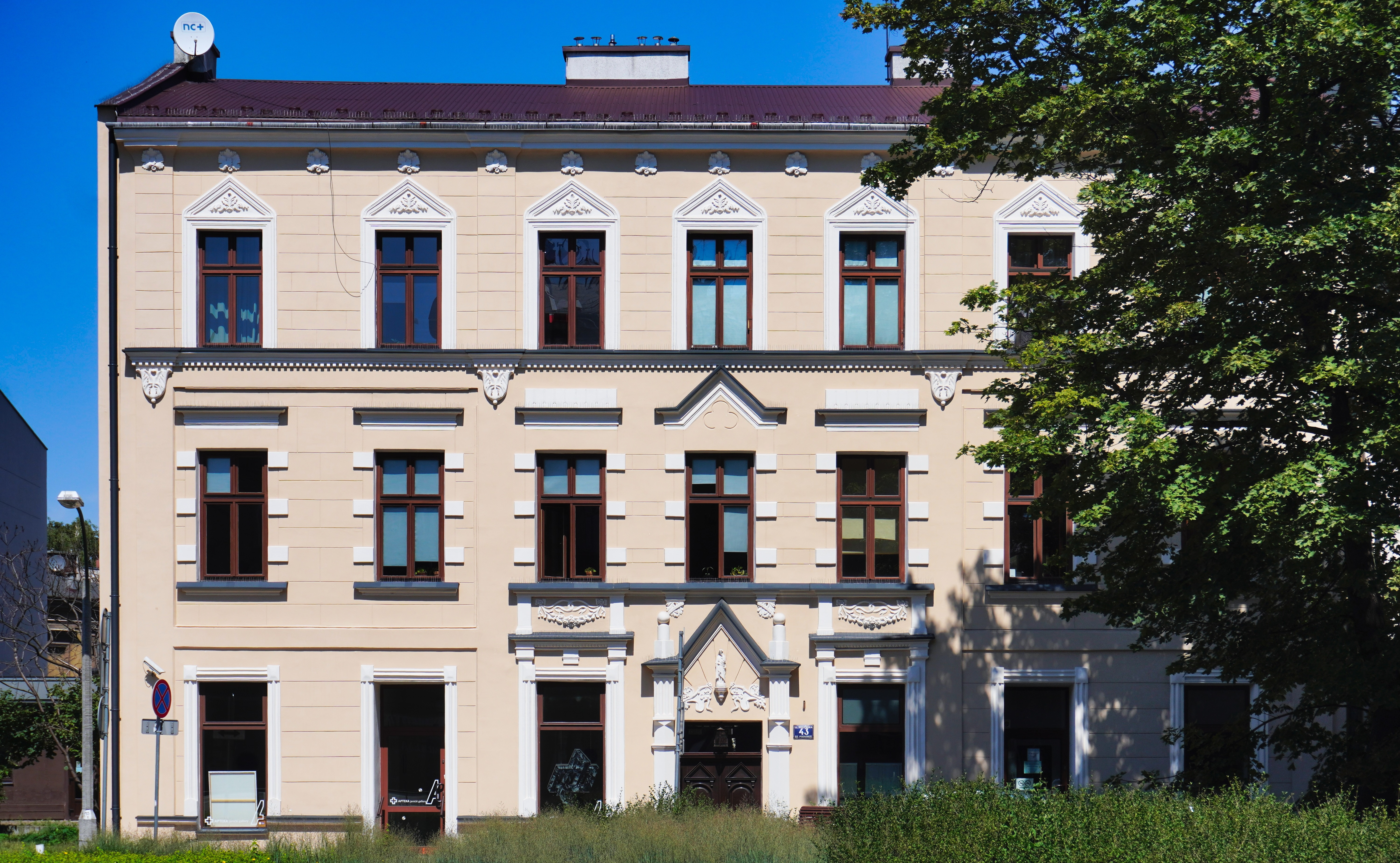
ul. Józefińska 43 Kamienica (ok. 1890)